# Daniel Torres (football, 1977)
Pour les articles homonymes, voir Daniel Torres.
Daniel Torres est un footballeur costaricien, né le 14 octobre 1977 à Moravia. Il est défenseur et il mesure 1,80 m.

## Carrière
- 1996-2001 : Deportivo Saprissa  Costa Rica
- 2001-2003 : Columbus Crew  États-Unis
- 2003-2004 : Deportivo Saprissa  Costa Rica
- 2005 : Tromsø IL  Norvège
- 2005 : Bodens BK  Suède
- 2006-2007 : Real Salt Lake  États-Unis
- 2007-2008 : Bryne FK  Norvège
- 2009- : FC Dallas  États-Unis

## International
Il a une sélection depuis 2009 avec le Costa Rica.